# Ruth Adolf
Ruth Adolf (Berna, 3 luglio 1943) è un'ex sciatrice alpina svizzera.

## Biografia
Sciatrice polivalente originaria di Adelboden, Ruth Adolf debuttò in campo internazionale in occasione dello slalom speciale delle SDS-Rennen 1961 (Grindelwald, 10 gennaio), dove si classificò 21ª, e l'anno dopo esordì ai Campionati mondiali: a Chamonix 1962 si piazzò 20ª nella discesa libera e 16ª nello slalom speciale. Ai IX Giochi olimpici invernali di Innsbruck 1964, sua unica presenza olimpica, fu 20ª nella discesa libera e 12ª nello slalom gigante; nel 1965 si classificò 3ª nello slalom gigante delle Goldschlüsselrennen (Schruns, 19-21 gennaio), 3ª nello slalom speciale e 2ª nella combinata del trofeo Far West Kandahar (Alpine Meadows, 9-11 aprile) e nel 1966 si piazzò 2ª nello slalom speciale e nella combinata del trofeo Arlberg-Kandahar (Mürren, 11-13 marzo) e partecipò ai Mondiali di Portillo (5-14 agosto), sua ultima presenza iridata, dove fu 19ª nella discesa libera, 8ª nello slalom gigante, 17ª nello slalom speciale e 7ª nella combinata.
Nella stagione 1966-1967 prese parte alla stagione inaugurale della Coppa del Mondo: esordì nella prima gara femminile del circuito, lo slalom speciale disputato il 7 gennaio a Oberstaufen (12ª), conquistò i migliori risultati il giorno successivo nella medesima località in slalom gigante e il 10 gennaio a Grindelwald in slalom speciale (7ª) e prese per l'ultima volta il via il 3 marzo a Sestriere in discesa libera (15ª). Disputò la sua ultima gara internazionale il giorno successivo nella medesima località, lo slalom speciale valido per il trofeo Arlberg-Kandahar ma non per la Coppa del Mondo (senza completare la prova), e si congedò dalle competizioni in occasione dei Campionati svizzeri 1967 (Pontresina, 7-9 aprile), dove vinse la medaglia di bronzo nella discesa libera e nella combinata.

## Palmarès

### Coppa del Mondo
- Miglior piazzamento in classifica generale: 25ª nel 1967

### Campionati svizzeri
- 8 medaglie:
  - 4 argenti (discesa libera nel 1962[12]; slalom speciale nel 1963[13]; combinata nel 1964[14]; combinata nel 1966[15])
  - 4 bronzi (combinata nel 1962[12]; combinata nel 1963[13]; discesa libera, combinata nel 1967[11])